# Jetro
Jetro of Jethro (Hebreeuws: יִתְרוֹ, Jitro, aanspreektitel vergelijkbaar met het woord "sire") was volgens de Hebreeuwse Bijbel een Midjanitische priester (Exodus 3:1) en schoonvader van Mozes. Hoewel de Hebreeuwse Bijbel meestal zijn aanspreektitel hanteerde, was zijn ware naam Reüel, "godsvriend" (Exodus 2:18; Numeri 10:29). In Exodus 4:18 heet hij Jet(h)er, wat in het medeklinkerschrift geen verschil maakt.
In de Koran wordt Jetro als profeet beschouwd en Shu'aib genoemd. Ook de druzen (afsplitsing van sjiieten) beschouwen Jetro als een groot profeet.
Na Mozes' vlucht uit Egypte vond hij toevlucht bij Jetro, trouwde met een van Jetro's zeven dochters, Sippora (Exodus 2:15b-21) en bleef in totaal 40 jaar bij Jetro. Mozes was de kudde van Jetro aan het hoeden, toen hij JHWH ontmoette in een brandende doornstruik (Exodus 3:1-4:17).
Nadat Mozes enige jaren later de Israëlieten uit Egypte bevrijdde, bezocht Jetro hem in de woestijn, waar deze aan de Hebreeuwse God JHWH offerde en een feestmaal aanrichtte voor Aäron en de oudsten van de Israëlieten. Hierna gaf Jetro Mozes raad over hoe het volk onderwezen moest worden in de wet en het bestuur van de Israëlieten (Exodus 18). Om deze reden is de Parasja Jitro, יתרו, die Exodus 18:1-20:23 omvat, naar Jetro genoemd.

## Identiteit en rol
Over Jetro's identiteit en rol is veel discussie onder Bijbelwetenschappers. Zijn verschillende namen worden meestal verklaard vanuit de documentaire hypothese, waarin de verschillende literaire bronnen verschillende namen gebruiken voor God en de mensen die in de verhalen optreden. Daar komt bij dat "Jetro" door sommigen wordt beschouwd als een titel in plaats van een naam. In dat geval zou Jetro zijn titel zijn en Reüel zijn eigennaam. Een derde naam Chobab wordt soms toegepast op Mozes' schoonvader, maar ook op zijn zwager - wat wijst op verschillende, samengevoegde tradities (vergelijk Numeri 10:29 met Rechters 4:11).
De Bijbelse aanduiding van Jetro als "priester van Midjan" (Exodus 3:1) en "Keniet" (Rechters 4:11) is bijzonder interessant voor Bijbelwetenschappers. De Kenieten waren een Kanaänitische of Midjanitische stam die zich later, in elk geval deels, aansloot bij de Israëlieten. Traditioneel begon deze aansluiting bij Jetro en zijn nakomelingen. Als Jetro priester was van de Kenieten die in Midjan leefden, rijst de vraag welke god of goden hij aanbad. De oppergod El was bekend bij zowel de Kanaänieten als de Israëlieten en de theofore naam Reüel bevatte de godsaanduiding el, zoals veel Semitische namen uit die periode. Het zou dus geen verbazing wekken als Jetro El aanbad. Maar onduidelijk is of Jetro de Hebreeuwse God JHWH al aanbad, voordat hij Mozes ontmoette. Bijbelwetenschappers wijzen erop dat Mozes zelf Gods werkelijke naam JHWH pas leerde kennen nadat hij bij Jetro in Midjan ging wonen. In het verhaal van de brandende doornstruik verklaarde God:
Ik ben aan Abraham, Isaak en Jakob verschenen als God, de Ontzagwekkende [El Shaddai], maar mijn naam HEER [JHWH] heb ik niet aan hen bekendgemaakt— Exodus 6:3
Volgens de Kenitische hypothese lag de herkomst van JHWH niet in Kanaän maar direct ten zuiden van de Levant.  Mozes hoorde voor het eerst van JHWH van zijn schoonvader en de bovengenoemde offermaaltijd met Aäron en de oudsten van Israël beschreef de formele initiatie van Aäron in de formele aanbidding van JHWH.
De Hebreeuwse Bijbel beschreef ook hoe Jetro Mozes raad gaf om de mensen Gods wet te leren vóórdat Mozes de tien geboden ontving (Exodus 18:19-20).

## Rabbijnse traditie
In de rabbijnse literatuur wordt ook gesproken over Jetro, waar hij soms wordt beschouwd als een berouwvolle afgodendienaar maar ook wordt geëerd als een van diverse heidense profeten. Sommige geleerden speculeren dat Mozes van Jetro niet alleen advies kreeg over bestuurlijke aangelegenheden, maar ook belangrijke spirituele tradities van hem overgedragen kreeg.
In sommige rabbijnse tradities werd Putiël, de schoonvader van de hogepriester Eleazar (Exodus 6:25), geïdentificeerd met Jetro.